# Флаг Раменок
Флаг внутригородского муниципального образования Ра́менки в Западном административном округе города Москвы Российской Федерации.
Флаг утверждён 20 сентября 2004 года и внесён в Геральдический реестр города Москвы с присвоением регистрационного номера ?.

## Описание
«Флаг муниципального образования Раменки представляет собой двустороннее, прямоугольное полотнище с соотношением сторон 2:3.
В середине зелёного полотнища помещено изображение жёлтого феникса с распростёртыми крыльями и головой, обращённой к древку. Габаритные размеры изображения составляют 3/8 длины и 7/16 ширины полотнища. Центр изображения смещён на 1/8 ширины к верхнему краю полотнища.
В нижней части полотнища помещено прилегающее к нижнему краю полотнища изображение жёлтого пламени. Габаритные размеры изображения составляют 1/2 длины и 7/20 ширины полотнища».

## Обоснование символики
Феникс символизирует неоднократное зарождение человеческой деятельности, поселений на территории муниципального образования в течение многих веков, а также вырастающую снова и снова растительность.
Зелёный цвет полотнища символизирует расположение в старину на территории муниципального образования лесов, позже — дачной местности.
Пламя символизирует выжигание лесов (раменье), производства, связанные с огнём (зеркальный и кирпичный заводы), а также костёр, в пламени которого сгорает феникс.